# Леван II Дадіані
Леван II Дадіані — князь (мтавар) Мінгре́лії (1611-1657).

## Походження
Був сином князя Мінгре́лії Манучара I Дадіані (1590—1611) і його першої дружини Нестан-Дареджан, дочки царя Кахеті Олександра II.

## Життєпис
Леван виріс у Кахеті при дворі свого діда Олександра II. У 1611 році після загибелі батька успадкував Мінгрелію. На той час Леванові було 14 років.
У 1623 році Леван II за підтримки абхазів та Гурії вступив проти імеретинського царя Георгія III. У битві під Гочораїрі мінгрельський князь здобув перемогу, захопивши у полон багатьох аристократів і значну здобич. З цього часу Мінгрелія була фактично незалежною від імеретинського царя.
1630 року звинуватив свою дружину з Абхазії в подружній зраді, відрізав їй вуха і ніс й вислав з Мінгрелії. Це спричинило конфлікт з Сетеманом, братом останньої, але Леван II завдав абхазам жорсткої поразки, дійшовши до річки Бзибь. В результаті зміцнив свою владу над Абхазією, де Сетеман знову визнав зверхність роду Дадіані.
Згодом Леван II неодноразово робив набіги на Імеретію, захоплюючи худобу та беручи заручників на викуп. У 1646 році зруйнував гарматним вогнем стіни Кутаїсі і пограбував країну. За цим засліпив полоненого імеретійського Манучара (Мамуку), брата царя Олександра III.
У внутрішній політиці Леван II заохочував торгівлю, активно залучав іноземних купців, сприяв і заохочував ремесла, використовував кошти для оздоблення церков.
Помер 1657 року. Його спадкоємця Олександра повалив небіж Ліпарит III.

## Характер
Мав погану вдачу, часто полюбляв застосовувати до злочинці вта полонених різні форми каліцтва та тортур. Він нормалізував практику утримання полонених за викуп, зробивши війну вигіднішою серед воєначальників у західній Грузії.

## Сім'я
Був одружений першим шлюбом із Танурією (? - 1613), дочкою правителя південної частини Абхазії Путо Шервашидзе. У цьому шлюбі народилися дві дитини невідомих на ім'я, які померли в дитинстві.
Вдруге був одружений з Дареджан (? - 1639), дочкою князя Рованоза Чіладзе (у першому шлюбі була одружена з його дядьком Георгієм Ліпартіані). У цьому шлюбі народилися:
- Олександр, спадкоємець престолу (? - 1657). Був одружений з дочкою володаря Кабарди Алегукі Шогенукова (1624-1653). У них був син невідомий на ім'я, помер у дитинстві.
- Манучар (? - 1640), князь
- Гул, князь
- Зіра, княжна
- Зіліхана (? - 1640), княжна

## Портретна галерея

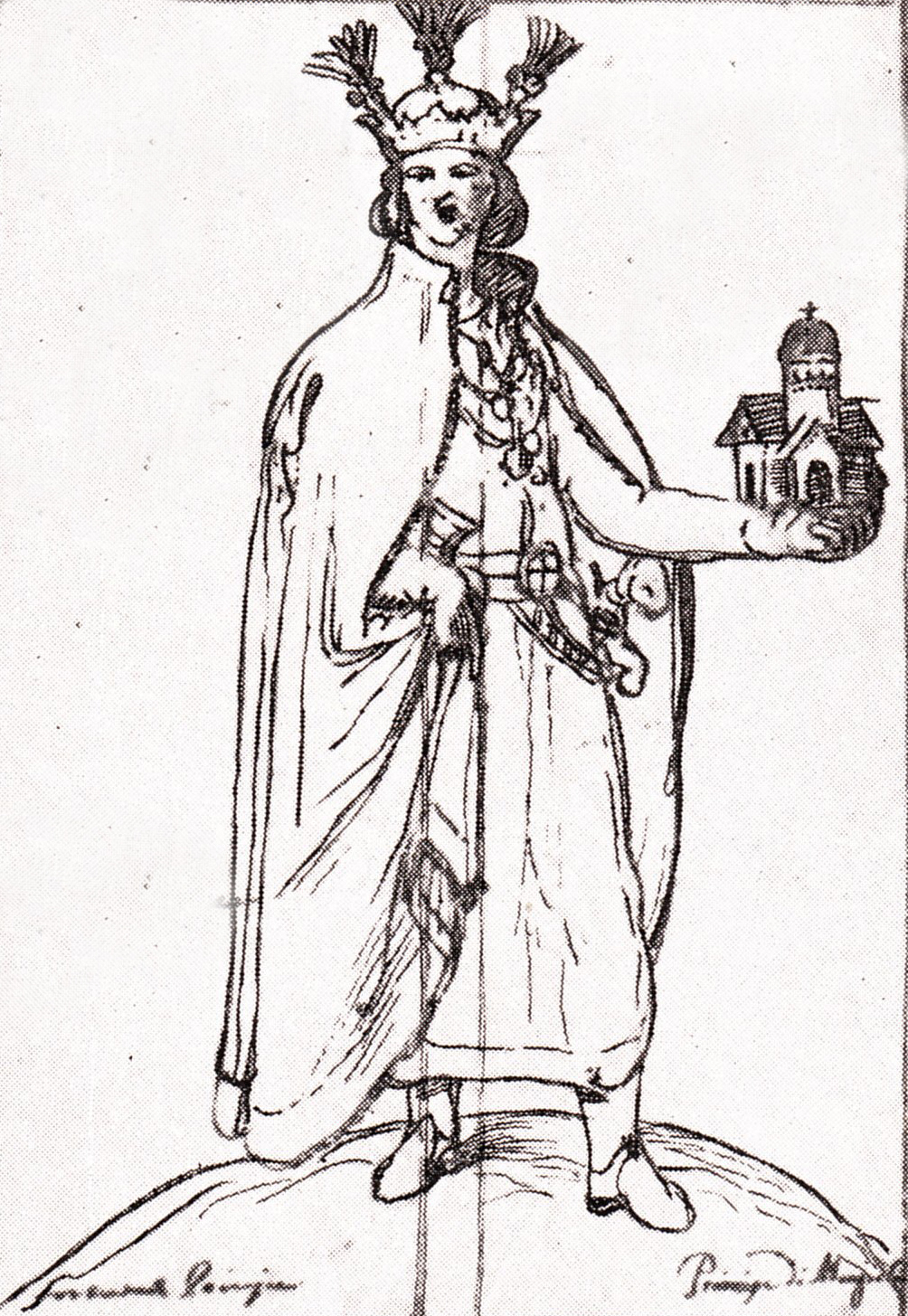
Леван II Дадіані
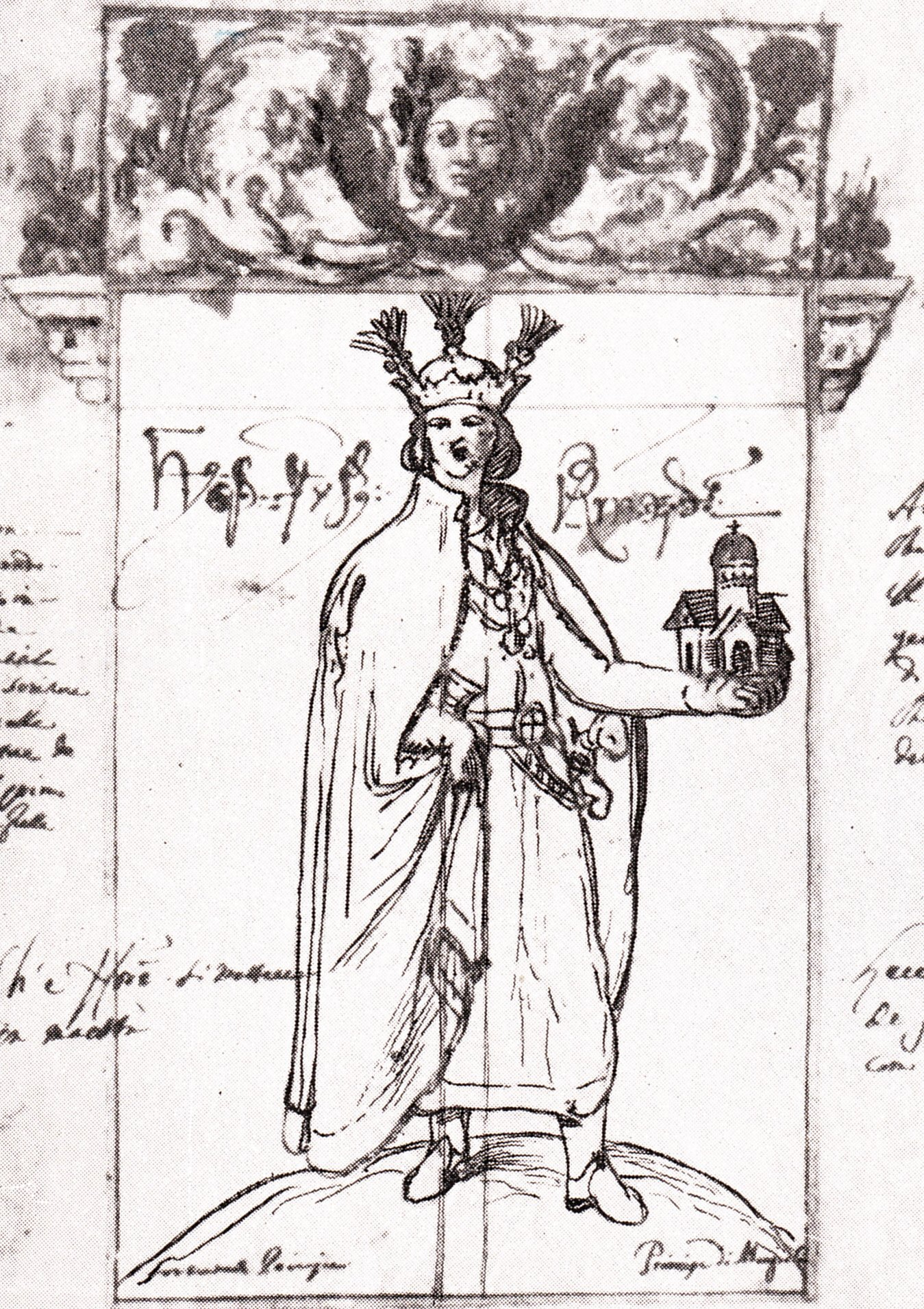
Леван II Дадіані
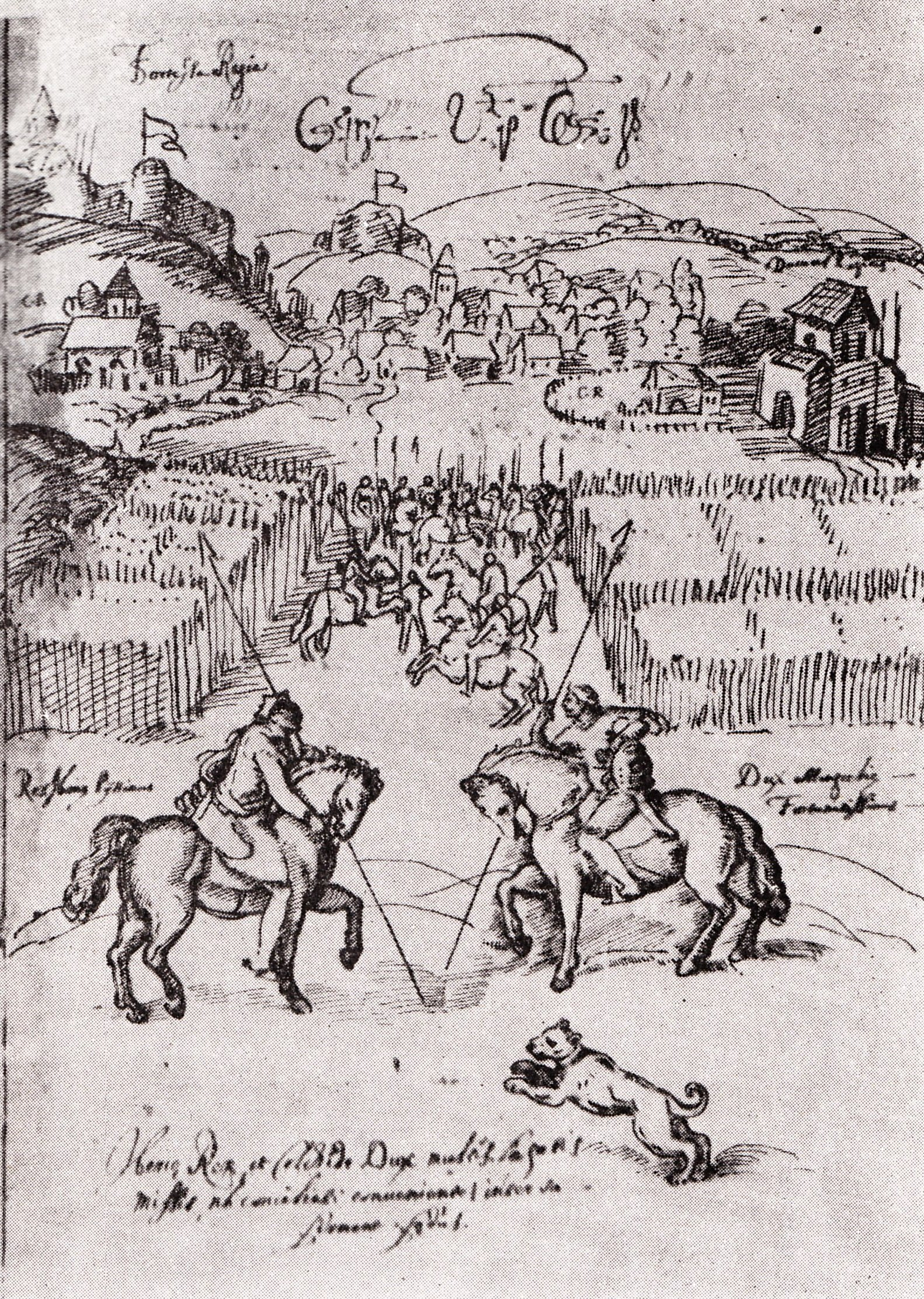
Примирення Левана Дадіані і царя Імереті
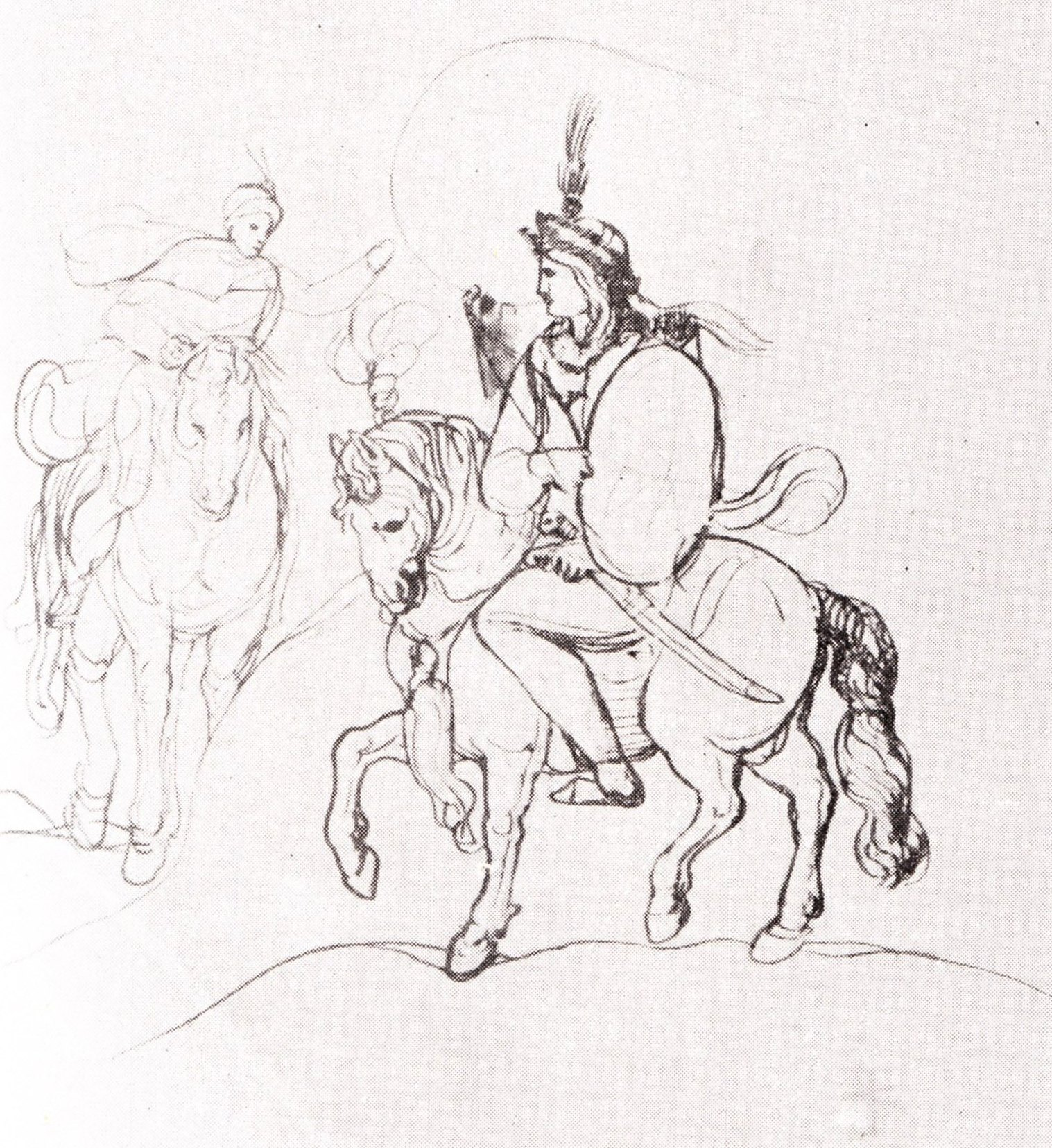
молодший син Левана Дадіані
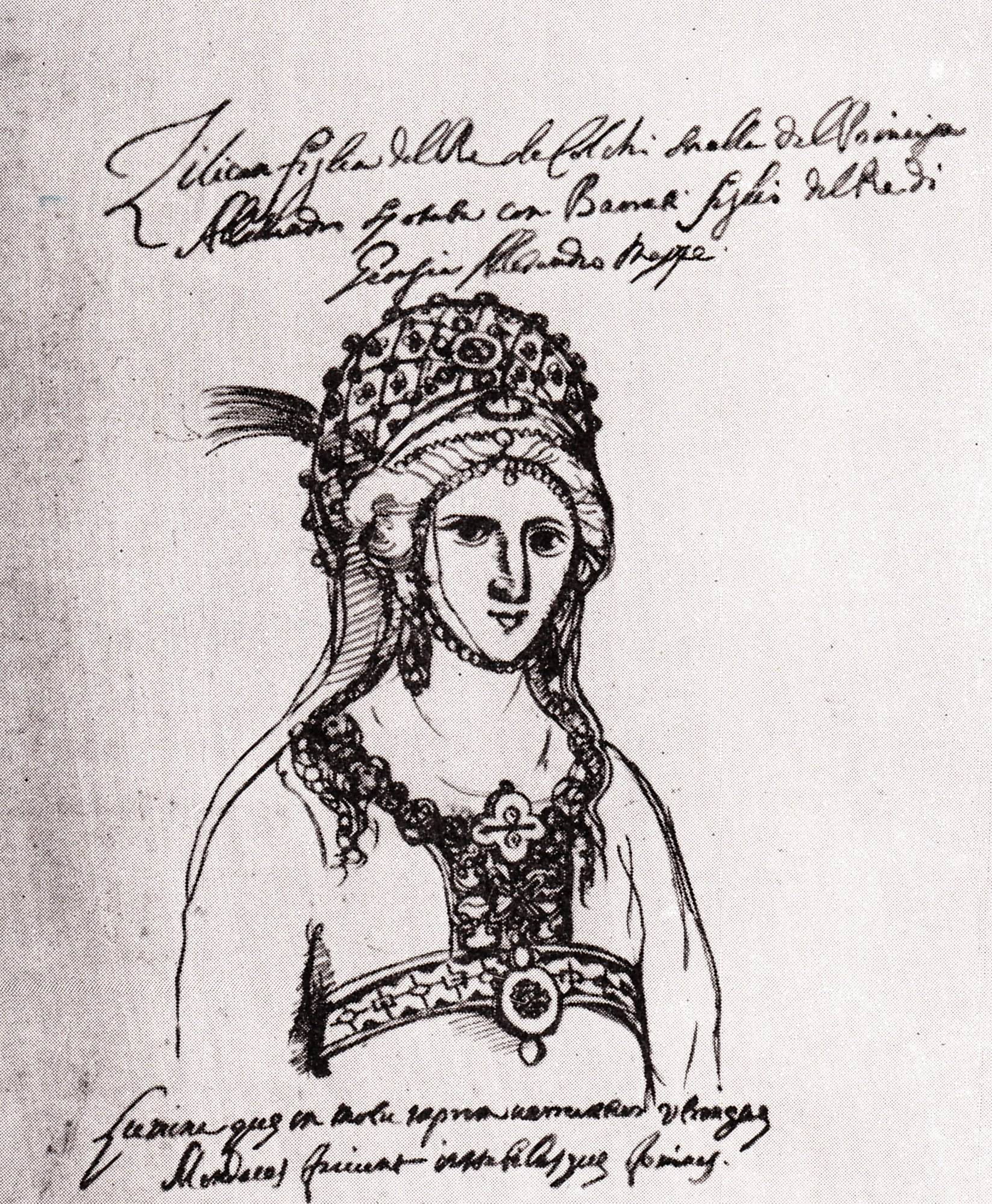
дочка Левана II - Зіліхана Дадіані
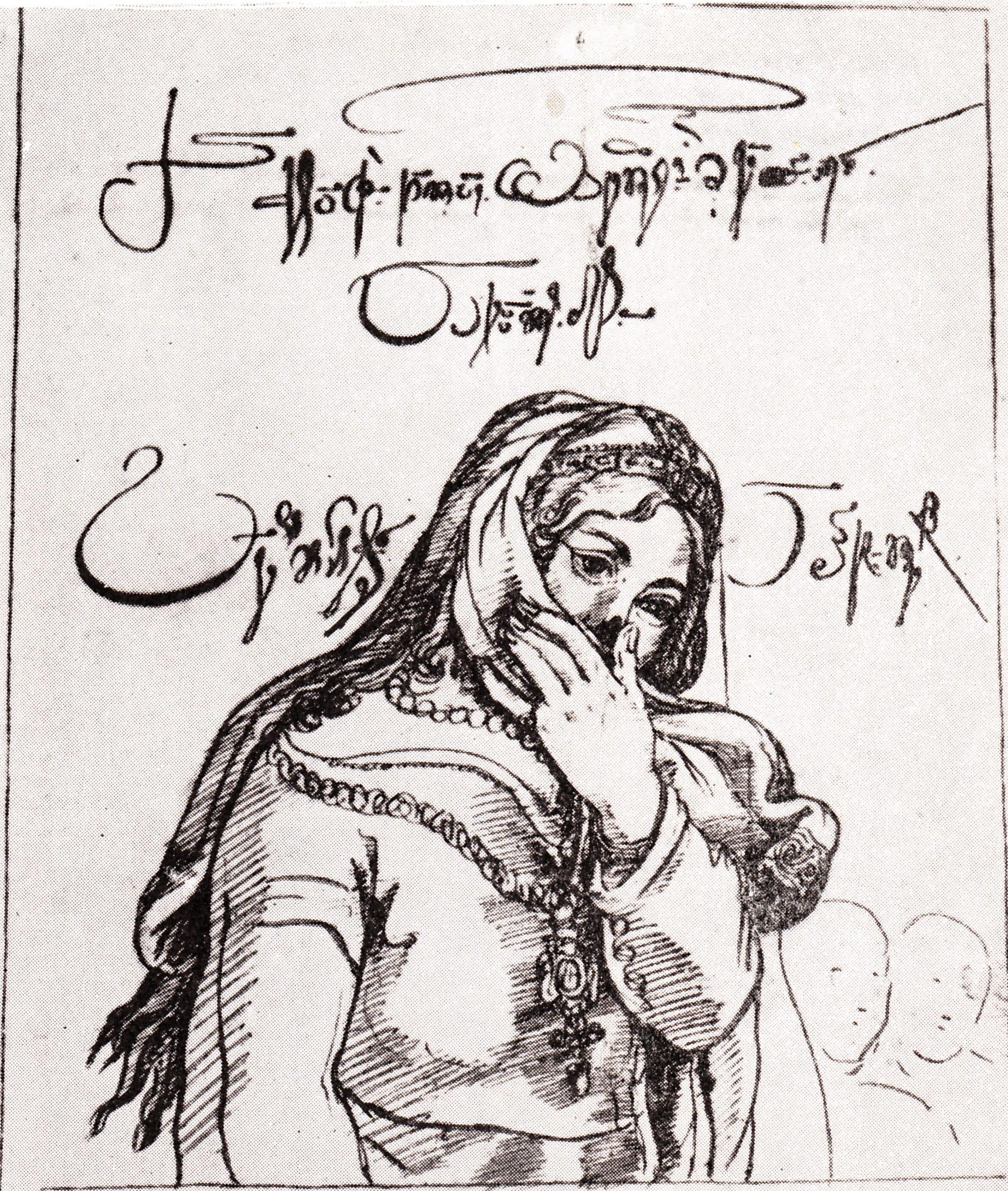
Тануріа Шервашидзе, перша дружина Левана II Дадіані